# 高梨あい
高梨 あい（たかなし あい、2001年4月24日 - ）は、日本のグラビアアイドル、元ジュニアアイドル、競技麻雀のプロ雀士。東京都出身。日本プロ麻雀協会所属。元バンビーナ所属。

## 略歴
いもうとシスターズのメンバーで関東4期生であった。あい提督とも呼ばれていた。
小学生時代よりジュニアアイドルとして活動。2019年5月から活動を休止し、2020年春より活動復帰。同年4月には4年ぶりとなるイメージビデオをリリースした。
歌ってみた動画投稿者としても活動しており、大学進学以降はソロでライブ活動も行っている。
2023年2月、日本プロ麻雀協会22期前期に合格した。
2023年2月の競泳コレクション Vol.01を最後にDVD・BDの作品リリースを終了し、以後はコミケ等の各種イベントやファンティアで独特の映像作品を発表している。
2023年7月からフリーランスになった。
2023年12月から、超楽曲派アイドルロックユニット「LOVE Re:MiND」結成時のメンバーとして参加し、2025年3月30日まで活動した。

## 人物
趣味はパソコンで絵を描くこと、特技はピアノ。5歳上の姉がいる。
筋トレを欠かさず、一時期は50cmに達したウエストが特徴（小学生時代と同じスタイルとのこと）。

## 映像作品

### DVD&BD
- 天真爛漫 高梨あい（2013年9月10日、アイマックス）
- 夏少女 高梨あい（2013年12月10日、アイマックス）
- ニーハイコレクション 高梨あい（2014年2月10日、アイマックス）
- いもうと目線 あいとふたりっきり 目線をそらすな、ボクの妹…（2014年3月25日、アイマックス）
- 天真爛漫 高梨あい Part2（2014年4月10日、アイマックス）
- いもうと目線 あいとふたりっきり 目線をそらすな、ボクの妹… Part2（2014年7月25日、アイマックス）
- ニーハイコレクション 絶対領域 高梨あい Part2（2015年1月15日、アイマックス）
- ひとりじめ 高梨あい（2015年6月10日、アイマックス）
- ひとりじめ 高梨あい Part2（2015年9月10日、アイマックス）
- ひとりじめ 高梨あい Part3（2016年1月25日、アイマックス）
- ニーハイコレクション 絶対領域 高梨あい Part3（2016年5月10日、アイマックス）
- 天真爛漫 高梨あい Part3（2016年6月25日、アイマックス）
- 天真爛漫 高梨あい Part4（2016年8月25日、アイマックス）
- ニーハイコレクション 絶対領域 高梨あい Part4（2016年12月10日、アイマックス）
- あいの季節（2020年6月25日発売、フェイス）[6]
- あいのカタチ（2020年8月25日、フェイス）[14]
- 想いあい（2020年11月25日、フェイス）[8]
- あい言葉（2021年7月25日、フェイス）
- I LINE（2021年9月25日、フェイス）
- ニーハイコレクション ～新章～（2022年3月25日、フェイス）
- I LINE Part2 （2022年10月25日、フェイス）
- 競泳コレクション Vol.01 （2023年2月25日、フェイス）

## 出演

### ミュージックビデオ
- ライムベリー「IDOL ILLMATIC」

### ウェブテレビ
- リアル脱衣麻雀（刺激ストロングチャンネル）